# Pablo
«Pablo» — песня российского рэп-исполнителя и музыканта Моргенштерна с четвёртного студийного альбома Моргенштерна Million Dollar: Happiness, выпущенного 21 мая 2021 года на лейбле Atlantic Records Russia.

## Музыкальное видео
27 мая 2021 года вышел музыкальный видеоклип на песню, являющееся продолжением истории из клипа «Show», в котором Алишера из пушки запустили в небо. В начале клипа Моргенштерн приземляется в пустыне в Мексике в образе клоуна из прошлого видео, где его забирает чёрный внедорожник. Далее музыкант предстаёт в образе наркобарона. В мешках с белым веществом, которые у исполнителя покупает мексиканец, оказывается грампластинка нового альбома Алишера. Режиссёром видеоклипа выступила команда Romanov Production.
За первые пять часов видеоклип набрал почти два миллиона просмотров.
19 ноября 2021 года Следственный комитет Российской Федерации начал проверку видеоклипа на призывы к употреблению наркотиков, а также всего творчества артиста. Проверка началась после заявления гражданина Новикова, который увидел в тексте песни склонение подростков к употреблению наркотиков (п. «а», ч. 3, ст. 230 УК РФ), наказание может достигать «лишения свободы от 10 до 15 лет с лишением права занимать определённые должности». Аналогичные жалобы поступили на продюсера Артема Клюшина и оператора Александра Романова. Пленум Верховного суда в 2006 году определил склонение к употреблению наркотиков как «уговоры, предложения, дачи совета, физическое и психическое насилие». По словам адвоката рэпера Сергея Жорина, в творчестве Моргенштерна ничего подобного нет. В ответ на обвинения, Моргенштерн опубликовал на YouTube видеоролик «Тайна клипа Pablo», в котором показал что же на самом деле было в мешках. В видеоролике мексиканец, купивший у Алишера «товар», который оказался мукой, готовит с неё бургеры. Ролик заканчивается звонком мексиканца, который ест бургер и просит ещё такой же товар, после чего появляется реклама бургерной Алишера в Москве.

## Чарты

### Ежедневные чарты
| Чарт (2021)                   | Высшая позиция |
| ----------------------------- | -------------- |
| Москва (Apple Music)          | 5              |
| Санкт-Петербург (Apple Music) | 4              |
| Россия (YouTube Music)        | 11             |
| Мир (ВКонтакте)               | 4              |

### Еженедельные чарты
| Чарт (2021)            | Высшая позиция |
| ---------------------- | -------------- |
| Россия (Apple Music)   | 5              |
| Россия (YouTube Hits)  | 1              |
| Украина (YouTube Hits) | 4              |
| Россия (Spotify Hits)  | 5              |
| Украина (Spotify Hits) | 3              |

### Ежемесячные чарты
| Чарт (2021)            | Высшая позиция |
| ---------------------- | -------------- |
| Россия (YouTube Hits)  | 4              |
| Украина (YouTube Hits) | 12             |
| Россия (Spotify Hits)  | 26             |
| Украина (Spotify Hits) | 18             |

### Годовые чарты
| Чарт (2021)            | Высшая позиция |
| ---------------------- | -------------- |
| Россия (YouTube Hits)  | 41             |
| Украина (YouTube Hits) | 66             |
| Россия (Spotify Hits)  | 191            |
| Украина (Spotify Hits) | 141            |